# Гарсон, Бальтасар
Бальтаса́р Гарсо́н (исп. Baltasar Garzón, 26 октября 1955, Торрес, Испания) — известный испанский судья, который вёл дела Аугусто Пиночета и Владимира Гусинского. Кроме этого Гарсон выражал намерение судить Генри Киссинджера и Сильвио Берлускони.
Выявил связь Министерства внутренних дел и спецслужб Испании с «эскадронами смерти», действовавшими в Стране Басков.
10 октября 1998 год потребовал экстрадиции Пиночета в Испанию для суда над ним в связи с исчезновением испанских граждан после военного переворота в Чили в 1973 году. В апреле 2001 года потребовал лишить неприкосновенности премьер-министра Италии Сильвио Берлускони и пытался привлечь к ответственности за участие в операции «Кондор» государственного секретаря США Генри Киссинджера.
Провёл самовольную эксгумацию захоронений в местах франкистских расстрелов в поисках останков, в том числе останков поэта Федерико Гарсиа Лорки.

## Деятельность в расследованиях преступлений режимаФранко
17 октября 2008 года Гарсон официально объявил репрессии, совершенные режимом Франко, преступлениями против человечности. Он составил подзаконный акт (на 68 страницах), в котором обосновал нарушения норм международного права государственным законом об амнистии франкистов 1977 года и сделал примерную оценку жертв режима (более ста тысяч убийств во время и после Гражданской войны). Он также приказал эксгумировать 19 безымянных братских захоронений людей, казнённых фалангистами, для исследований и перезахоронения. В одном из них, как полагали, находились останки поэта Федерико Гарсиа Лорки (что не подтвердилось).
Гарсону были предъявлены обвинения в апреле 2010 года за превышение должностных полномочий при расследовании совершенных франкистами преступлений, на которые распространяется амнистия, так как он действовал вопреки приказам вышестоящих инстанций. 14 мая 2010 года он был отстранен от работы в ожидании суда. С мая 2010 года получил разрешение на работу консультантом в Международном уголовном суде в Гааге.
9 февраля 2012 года Бальтасар Гарсон признан виновным в незаконном прослушивании телефонных переговоров. Ему запрещено заниматься юридической деятельностью в течение 11 лет. Верховный суд Испании принял это решение единогласно. Апелляции на приговор Гарсон подать не сможет. Гарсон обвинялся в том, что незаконно распорядился прослушивать переговоры членов Народной партии Испании Франсиско Корреа (Francisco Correa) и Пабло Креспо (Pablo Crespo) с их адвокатами. Корреа и Креспо в тот момент находились в тюрьме по обвинению в коррупции. Гарсон утверждал, что адвокаты были причастны к тому же делу о коррупции.
Кроме того, Гарсона обвиняют в том, что он получил от банка Santander деньги на участие в семинарах в США. В обмен на это, как утверждает следствие, судья отказался рассматривать дело о нарушении банкирами налогового законодательства.

### Реакция общественности
Обвинения против судьи вызвали многочисленные протесты в Испании и некоторых других странах. Тысячи людей приняли участие 24 апреля 2010 года в митингах и демонстрациях в Испании, чтобы осудить безнаказанность режима Франко. Самый большой митинг прошел в Мадриде, в нём приняли участие около 100 тысяч человек.
Human Rights Watch осудили двойные стандарты испанской юстиции, которые осуждают диктатуры в Чили и Аргентине, но придерживаются политики молчания по отношению к режиму Франко.
Бывший лидер коалиции «Объединённые левые» Гаспар Льямасарес заявил, что Гарсона судят за то, что он: «Пытался бороться с коррупцией и преступлениями диктатуры Франко».

## Расследования в отношении российской организованной преступности
В октябре 2008 года в ходе расследования Гарсоном дела в отношении российской организованной преступности на испанской вилле депутата Госдумы от «Единой России» Владислава Резника был проведён обыск. Соратники депутата по «Единой России» расценили обыск как акцию, носящую «политический характер», а Борис Грызлов назвал претензии к Резнику провокацией с целью очернить Россию.
В августе 2009 года в ходе допроса Гарсоном рецидивиста Луиса Родригеса Пуэйо последний заявил, что в апреле 2008 года он пытался похитить сына миллиардера Франсиско Эрнандо по заказу Владислава Резника. При этом Пуйо утверждал, что причиной заказа стал отказ Эрнандо вернуть 30 млн долларов лидеру «тамбовской организованной преступной группировки» Геннадию Петрову, с которым, по мнению Гарсона, был тесно связан Резник.